# Relations entre le Belize et l'Inde
Les relations entre le Bélize et l'Inde sont les relations bilatérales du Commonwealth du Bélize et de la république de l'Inde. Les deux pays ont chacun un consulat honoraire dans la capitale de l'autre.

## Relations diplomatiques
Le Belize et l'Inde entretiennent de chaleureuses relations diplomatiques,. Le Belize a un consulat honoraire à New Delhi, et l'Inde a un consulat honoraire à Belize City, sous la juridiction de son ambassade à Mexico. Le Belize et l'Inde sont tous deux membres du Commonwealth des Nations et se soutiennent mutuellement sur la plupart des questions abordées dans les forums internationaux. Le Belize et l'Inde dialoguent également par le biais du Système d'intégration centraméricain (SICA) dont le premier est membre, sur des questions telles que la lutte contre le terrorisme, le changement climatique et la sécurité alimentaire.
Plusieurs visites de haut niveau entre les dirigeants du Belize et de l'Inde ont eu lieu.

## Relations économiques
Le commerce bilatéral entre le Belize et l'Inde s'est élevé à 45,4 millions de dollars US en 2013, contre 23 millions de dollars US l'année précédente. L'Inde a exporté pour 23 millions de dollars de marchandises vers le Belize, et a importé pour 22,4 millions de dollars de produits de base en 2013. Les principaux produits exportés de l'Inde vers le Belize sont les textiles, les produits chimiques organiques, les produits pharmaceutiques et les pièces automobiles. Les principales importations du Belize sont des produits chimiques divers.
Le 18 septembre 2013 le Belize et l'Inde ont signé un accord d'échange de renseignements fiscaux à Belmopan.

## Relations culturelles
Des troupes culturelles du Conseil indien des relations culturelles (en) se rendent au Belize.
La Belize Indian Merchants Association (BIMA), basée dans la zone de libre-échange de Corozal, et la Belize Indian Community (BIC), basée à Belize City, sont deux organisations communautaires indiennes au Belize. Les deux organisations ont des temples au Belize, qui servent également de centres communautaires.